# Szlak przez Trawiastą Buczynę

Szlak przez Trawiastą Buczynę – czerwony znakowany szlak turystyczny, w województwie zachodniopomorskim, w powiecie gryfińskim, w gminie Stare Czarnowo oraz w powiecie pyrzyckim, w gminie Bielice, na południowym obrzeżu Szczecińskiego Parku Krajobrazowego „Puszcza Bukowa”, orientacyjnie wzdłuż drogi wojewódzkiej nr 120.
Szlak o długości 10,1 km prowadzi przez historyczne posiadłości średniowiecznych cystersów z Kołbacza, których gospodarka kulturowa jest w wielu miejscach dobrze czytelna do dziś. Na szlaku wiejskie granitowe kościoły wczesnogotyckie w Kartnie i Żelisławcu. W mijanym niedaleko rezerwacie przyrody „Trawiasta Buczyna” pięć kurhanów z epoki brązu, natomiast w pobliżu Żelisławca, na terenie użytku ekologicznego Zgniły Grzyb podkowiaste grodzisko wczesnośredniowieczne.

## Przebieg szlaku
Kilometraż podano dla obu kierunków marszu:
- 0,0 km – 10,1 km - Stare Czarnowo
- 2,3 km – 7,8 km - Las Budy (do rezerwatu przyrody „Trawiasta Buczyna” 0,5 km na zachód)
- 3,8 km – 6,3 km - południowy skraj Lasu Budy (do rezerwatu przyrody „Trawiasta Buczyna” 0,3 km na północny zachód)
- 5,7 km – 4,4 km - Babinek
- 9,1 km – 1,0 km - Kartno
- 10,1 km – 0,0 km - Żelisławiec
  -   Szlak Woja Żelisława – odchodzi
  -   Szlak KTP PTTK „Wiercipięty” – odchodzi

Przebieg szlaku zweryfikowany według danych z roku 2007.